# Buslijn H (Haaglanden)
Buslijn H was tweemaal een buslijn van de HTM in de regio Haaglanden, in de Nederlandse provincie Zuid-Holland.

## Geschiedenis
1924-1926
- 21 juli 1924: De eerste instelling van lijn H vond plaats op het traject Pletterijkade (Den Haag) - Nieuwe Langendijk (Delft). Dit was de allereerste HTM-buslijn in Den Haag. (Sinds 1 juli 1924 reed de HTM al een Stadsdienst in Delft) Tevens was het de eerste interlokale HTM-buslijn en de eerste HTM-buslijn met een lijnletter. Vanaf 1926 tot in 1955 waren er alleen HTM-buslijnen met lijnletters. De letters C, F, I, J, O, Q, en X werden niet gebruikt.
- 5 augustus 1924: Het eindpunt Pletterijkade werd verlegd naar het Oranjeplein.
- 31 december 1926: Lijn H werd opgeheven.

1951-1955
- 1 november 1952: De tweede instelling van lijn H, als concertlijn, vond plaats op het traject Gevers Deynootplein - Eiberplein. Deze lijn reed alleen als er een concert in het Kurhaus was.
- 5 juni 1952: Het eindpunt Eiberplein werd verlegd naar de Tortellaan.
- 16 juni 1953: Het eindpunt Tortellaan werd verlegd naar de Dotterbloemlaan.
- 15 juni 1955: Het eindpunt Dotterbloemlaan werd verlegd naar de Balsemienlaan.
- 9 september 1955: De zomerdienstregeling van lijn H werd beëindigd. Op 1 november 1955 werden alle Haagse buslijnnummers gewijzigd van letters in cijfers. Het traject van lijn H werd in de zomer van 1956 overgenomen door lijn 34.

## Trivia
De geschiedenis herhaalt zich vaak. Bijna 100 jaar later, anno 2023 komt er ook een buslijn H in Delft, en ook op de Nieuwe Langendijk. Maar deze is niet van de HTM. De volledige benaming is Delfthopper, maar op de halteborden staat alleen een H.